# صومعه جدبرا
صومعه جدبرا (انگلیسی: Jedburgh Abbey) صومعه‌ای در جدبرا اسکاتیش بوردرز در ۱۶ کیلومتری شمال مرز اسکاتلند با انگلیس است. این صومعه در حدود ۱۱۱۸ میلادی به دستور دیوید یکم اسکاتلند تأسیس شد.